# Crack-Up
Crack-Up är det amerikanska bandet Fleet Foxes tredje studioalbum, utgivet den 16 juni 2017.

## Låtlista
| Nr           | Titel                                                | Längd |
| ------------ | ---------------------------------------------------- | ----- |
| 1.           | I Am All That I Need / Arroyo Seco / Thumbprint Scar | 6:25  |
| 2.           | Cassius, –                                           | 4:50  |
| 3.           | – Naiads, Cassadies                                  | 3:11  |
| 4.           | Kept Woman                                           | 3:55  |
| 5.           | Third of May / Ōdaigahara                            | 8:48  |
| 6.           | If You Need To, Keep Time On Me                      | 3:31  |
| 7.           | Mearcstapa                                           | 4:10  |
| 8.           | On Another Ocean (January / June)                    | 4:23  |
| 9.           | Fool's Errand                                        | 4:48  |
| 10.          | I Should See Memphis                                 | 4:44  |
| 11.          | Crack-Up                                             | 6:24  |
| Total längd: | Total längd:                                         | 55:09 |